# Universidad Francisco Gavidia

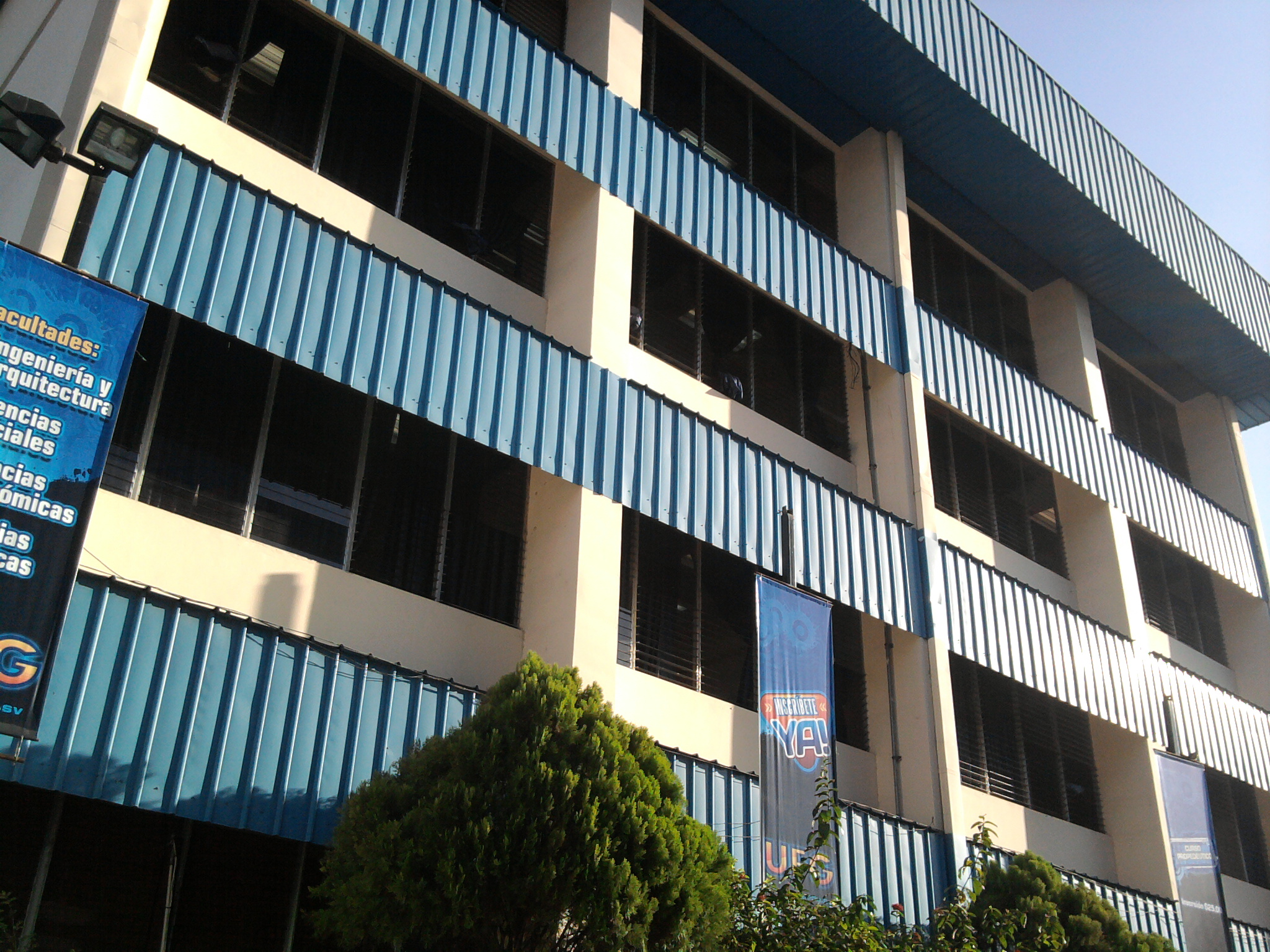
Edificio de Aulas "A" (Universidad Francisco Gavidia).

La Universidad Francisco Gavidia (UFG) es una universidad privada de El Salvador, ubicada en la ciudad de San Salvador, capital del país. Se trata de una de las principales universidades del país, por su número de estudiantes y enseñanza académica. Aunado a ello, cuenta con las facultades de: Ingeniería y sistemas, Ciencias económicas, Arte y diseño, Ciencias sociales y Ciencias jurídicas.

## Historia de la Universidad Francisco Gavidia

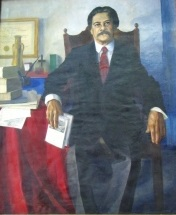
Francisco Gavidia. fue un escritor, educador, historiador, politólogo, orador, traductor y periodista salvadoreño. Su vasta obra alcanzó incursionar en el cuento, poesía, teatro y ensayos.

La entidad universitaria se rige bajo el nombre del escritor salvadoreño Francisco Gavidia, quien en su aporte se le reconoció un talento y profundidad que no se encuentra en autores antes de él o contemporáneos suyos. Descubrió el alejandrino francés y lo enseñó a Rubén Darío (Nicaragua), quien lo incorporó al verso escrito en español y lo llevó a sus últimas consecuencias. Su espíritu buscador lo llevaba por todos los rumbos de la literatura, por lo que algunos afirman que su obra es un tanto dispersa. Su diversidad es de riquezas no de fragmentación: es un todo que muestra la dedicación de un hombre preocupado por fundamentar una expresión cultural salvadoreña. Para ello, estudió el pasado prehispánico y colonial del país en su contexto centroamericano así como el de América. Aparte de su labor poética, participó en actividades periodísticas-literarias y se preocupó por la educación; publicó numerosos ensayos de aspecto educativo; en 1932 es declarado “Salvadoreño Meritísimo” por la asamblea legislativa.
La Universidad Francisco Gavidia (UFG) se fundó el 7 de marzo de 1981, comenzando sus actividades académicas en junio del mismo año, con una matrícula inicial de 534 estudiantes. La historia de la institución no solo se ha escrito, sino que está reflejada en su obra física, en su trayectoria académica, en su aporte investigativo, en su contribución a la sociedad como parte de su proyección social, y su compromiso con los sectores poblacionales más necesitados. Una ruta institucional que cubre más de 30 años de servicio al país con el más grande propósito: formación de capital humano que se necesita para enfrentar los retos que demanda el desarrollo económico y social, en un ambiente de competitividad cuyos horizontes se determinan por los avances científicos y tecnológicos contemporáneos.
En el periodo entre 1981 y 1989, el crecimiento de la captación de estudiantes fue un tanto moderado, porque en estos primeros nueve años de existencia, de una matrícula inicial de 534 estudiantes en 1981, se había incrementado a 1.400 a finales de 1989 y a más de 2.500 en 1990.
El año 1990 marca el inicio de una nueva era para la Universidad, ya que se dan acontecimientos de trascendencia que afectan la vida institucional de la UFG, debido a los cambios administrativos que se sucedieron el 27 de marzo de 1990, donde hubo elección de nuevas autoridades, con lo que se dio un giro importante en la historia de la Institución. Al frente de las nuevas autoridades, fue elegido el Ing. Mario Antonio Ruiz Ramírez, un profesional y académico de mucha trayectoria universitaria, quien asumió el liderazgo para transformar la UFG en una institución de primer nivel, tanto local como regionalmente. El dinamismo, la visión, el espíritu emprendedor y de competitividad de las personas que toman a su cargo la dirección de la Universidad en este período, introducen una forma diferente de hacer administración educativa; de tal forma que 1990 es el hito que marca la transición a un segundo periodo, que ha considerado el más fructífero de la vida de la Institución.
A partir de 1990, la UFG asegura su estabilidad y reconocimiento académico de todos los sectores de la sociedad, en 1992, se crea el Centro Regional de Occidente (CRO) en la ciudad de Santa Ana. También en ese año, se creó la Oficina de Proyectos Especiales y de Cooperación Internacional cuya actividad principal estaba destinada a la prestación de servicios en las áreas de capacitación, investigación y evaluación educativa; más tarde en 1996 esta Oficina se transforma en el Centro de Investigación y Desarrollo (CIDE), con una estructura más amplia y recursos técnicos de mayor eficacia para satisfacer la demanda de organismos privados y estatales, especialmente en proyectos del Ministerio de Educación financiados con fondos provenientes de la Agencia de los Estados Unidos para el Desarrollo Internacional (USAID), del Banco Interamericano de Desarrollo (BID), del Banco Internacional de Reconstrucción y Fomento (BIRF) y del Programa de las Naciones Unidas para el Desarrollo (PNUD). En este periodo se hicieron importantes trabajos para el Ministerio de Educación en el contexto de la Reforma Educativa, se evaluó el Programa de Becas para la Educación en Centroamérica (CAPS),  en donde muchos profesores obtuvieron cierta especialización en la enseñanza a nivel primario en instituciones de los Estados Unidos de América.
En el año 2002, se puso al servicio de la educación superior el Canal 99 UFG-TV, que trasmite por cable y que tenía la finalidad de servir como refuerzo de los contenidos programáticos de diferentes asignaturas; la programación de dicho canal educativo ha evolucionado y se han ido incorporando programas variados de interés para la comunidad Universitaria. En ese mismo año 2002, se abrió el Centro de Opinión Pública (COP) que ha dado importantes aportes y pronósticos alrededor de problemas de interés nacional. También el año 2002 fue prolífero en publicaciones, UFG Editores editó varias obras de corte literario y de interés para docentes, estudiantes y sociedad en general.
En el primer ciclo académico del año 2004, se implanta la Reforma curricular en las 19 carreras que ofrecía la Universidad en ese momento; se introducen modalidades especiales en el proceso enseñanza aprendizaje. La reforma curricular incluye trece asignaturas comunes que sirven de base para el área especializada en cada carrera, en las siguientes áreas: Idioma Inglés, Tecnología de la Información y las Comunicaciones, Sociedad de la Información, Lógica Matemática, Filosofía de la Calidad, Redacción y Ortografía y Cultura General. Este mismo año inician las Maestrías de Informática Aplicada en Redes y de Ingeniería de Software, en la Facultad de Ingeniería y Arquitectura. Por su parte, la Facultad de Ciencias Económicas ofrece la Maestría en Administración de Negocios con énfasis en Comercio Electrónico. Estas especialidades de postgrado están consideradas como necesarias para hacerle frente a los avances tecnológicos de la época, a la tendencia globalizadora de la economía y al auge de las comunicaciones.
El 16 de agosto de 2004, la Universidad adquiere los derechos de licencia de uso de la base de datos EBSCO, para uso de estudiantes y profesores, como apoyo bibliográfico al PEA. La base de datos EBSCO, es considerada como una de las bases de datos académica más completa.
El 5 de diciembre de 2004, se inaugura la UFG Radio On Line, como una manera alternativa de entrar en contacto con la población estudiantil y luego con el gran público del mundo, al poder ser sintonizados en el ciberespacio.
En marzo de 2006, la Universidad celebró sus veinticinco años de fundación, para lo cual se organizaron diversos eventos conmemorativos a lo largo del año. Uno de los actos que resalta es la nominación de la 59 Avenida Sur, como Avenida Francisco Gavidia. Esta gestión fue realizada ante el Consejo Municipal de la Alcaldía de San Salvador. Otro de los eventos que destacan es la inauguración del Centro Cultural Estudiantil, donde se alberga la Dirección de Desarrollo Estudiantil, de la cual dependen la Unidad de Extensión Cultural, la Unidad de Deportes y la Unidad de Orientación Vocacional Estudiantil. Además, en este centro funciona el Museo de Francisco Gavidia, como un homenaje al ilustre humanista que le da el nombre a la Universidad. En el área de formación en educación continua, a partir del año 2006, la Institución por medio del Centro de Educación Continua, ha fortalecido y sistematizado su oferta de cursos y diplomados, dirigidos a la especialización y actualización de profesionales, estudiantes y público en general. La UFG ha sido un referente en la temática de calidad, ofertándose cursos abiertos en la formación de Auditores Internos de Calidad bajo la norma ISO 9001, donde se han capacitado a más de 600 personas de diferentes empresas industriales, comerciales y de servicio. La Universidad también ha incursionado en el campo de la asesoría y consultoría de empresas, en el área de implementación de Sistemas de Gestión de Calidad basados en la norma ISO 9001, en una  Universidad que opera en Honduras.
En el año 2009, se inicia el proyecto “Creación e implementación de una incubadora de empresas de tecnologías de la información y las comunicaciones”, siendo desarrollado dentro de un convenio con la empresa Laboratorio Tecnológico del Uruguay (LATU) y su incubadora de empresas INGENIO. El proyecto fue financiado en un 75% por el Fondo de Investigación para la Educación Superior de El Salvador (FIES), de la Dirección Nacional de Educación Superior y un 25% por la Universidad. Como parte del desarrollo del proyecto se creó la Incubadora de Empresas GERMINA que está a disposición de los estudiantes para que puedan presentar sus propuestas de creación de empresas como parte del programa de Emprendedurismo.
En este mismo año, debido a la fuerte demanda de la denominada Educación Virtual, la Universidad consideró como una estrategia para implementar dicha modalidad de aprendizaje, la creación de la Dirección de Tecnología Educativa, la cual nace para fortalecer los esfuerzos que la Universidad había desarrollado desde hacía varios años como un apoyo a la Educación Presencial. Con la creación de esta Dirección se ha logrado la virtualización de seis carreras completas de las cuales dos  se están ofreciendo desde el año 2012, siendo estas Técnico en Administración de Restaurantes y Licenciatura en Mercadotecnia y Publicidad y para el año 2014 se espera ofrecer las cuatro restante entre las cuales se encuentra una maestría.

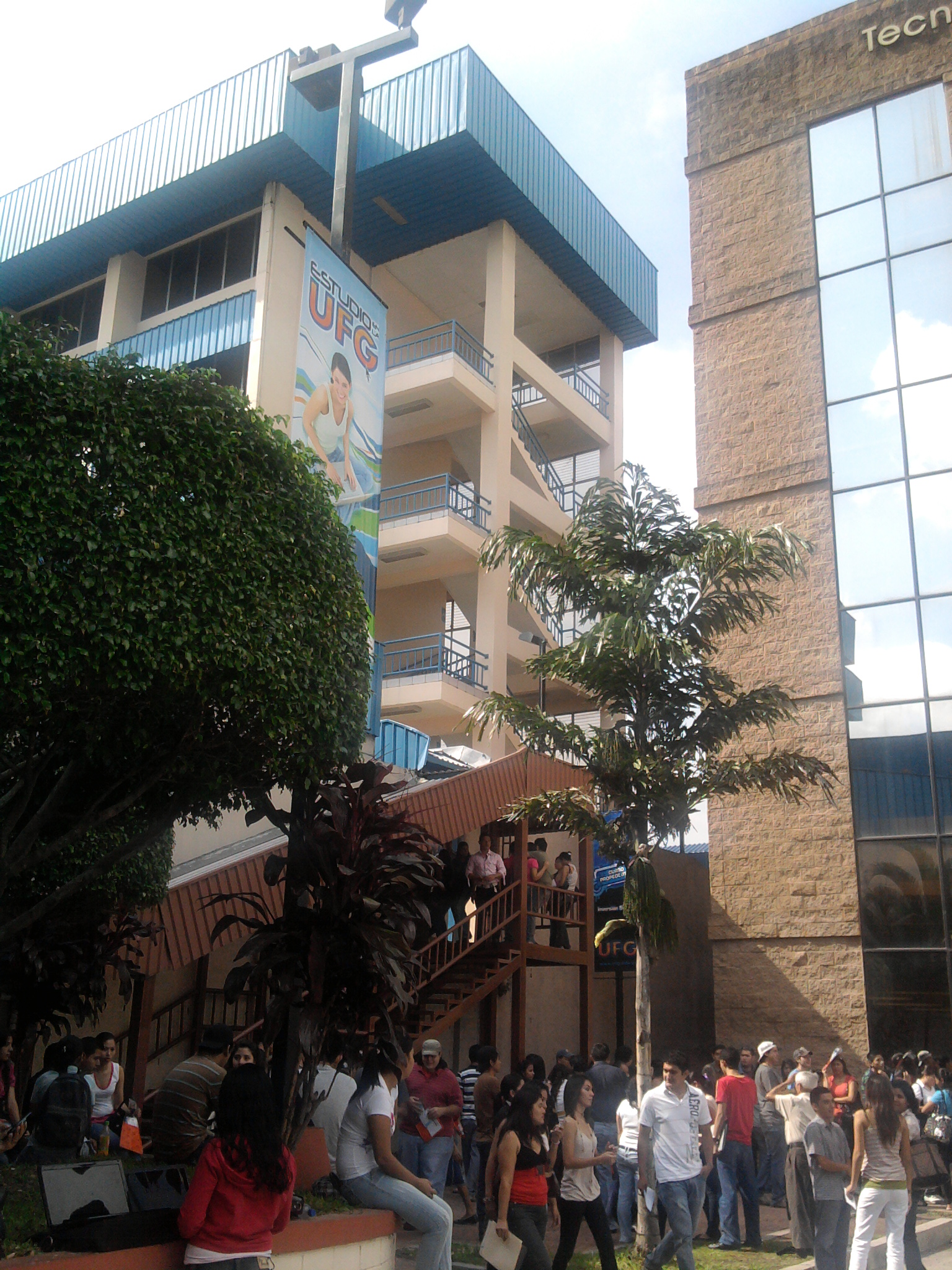
Imagen en corredores del Campus (Universidad Francisco Gavidia).

### Instalaciones de la Universidad Francisco Gavidia
Campus Universidad Francisco Gavidia
- 1 Edificio de Biblioteca y Laboratorios Especializados UFG
- Biblioteca de Ciencias Sociales y Humanidades
- Biblioteca de Administración y Negocios
- Biblioteca de Idiomas
- Biblioteca de Ingeniería y Ciencias Aplicadas
- 3 Edificios Administrativos
- 5 Edificios de Aulas (conectadas a internet e intranet),(edificio E, construido en 2012)
- Edificio de Rectoría
- Edificio de Aulas de Postgrado y Educación Continúa
- Edificio de Atención al Estudiante
- Gimnasio
- Librería
- Dirección Financiera
- Microsoft IT Academy
- Centro de Orientación de Carrera
- 2 Auditorium con Capacidad para 350 Personas
- Modernos Centros de Cómputo
- Taller FIS
- Centro Internacional de Información Internet-UFG
- Centro de Desarrollo de Software (CDSOFT-UFG)
- Laboratorio de Ciencias Básicas y Aplicadas
- Laboratorio de Diseño Gráfico Digital
- Laboratorio de Electricidad y Electrónica (FACET)
- Laboratorio Virtual de Telecomunicaciones
- Laboratorio de Nanotecnología
- Laboratorio de Antenas
- Laboratorio de Fotografía
- Laboratorio de Radio Y Televisión
- Laboratorio de Cocina y Restaurantes
- Laboratorio de Microondas
- Laboratorio de Redes
- Laboratorio de Psicología (Cámara Gessel)
- Clínica Jurídica
- Clínica Psicológica
- Sala de Audiencias Simuladas
- Salas Multimedia
- Salas de Estudio Individual y Colectivo
- Centro de Investigación y Desarrollo
- Cafeterías
- Centro Regional de Occidente con biblioteca automatizada, acceso a internet, centro de cómputo, clínica jurídica, sala de audiencias simuladas.

## Oferta académica de la UFG
La Universidad Francisco Gavidia ofrece las siguientes carreras:

### Licenciaturas
- Contaduría Pública
- Licenciatura en Psicología
- Licenciatura en Idioma inglés
- Licenciatura en Ciencias Jurídicas
- Licenciatura en Economía Internacional
- Licenciatura en Contaduría Pública
- Licenciatura en Relaciones Internacionales
- Licenciatura en Mercadotecnia y Publicidad
- Licenciatura en Administración de Empresas
- Licenciatura en Administración de Empresas Turísticas
- Licenciatura en Relaciones Públicas y Comunicaciones
- Licenciatura en Sistemas de Computación Administrativa
- Licenciatura en Ciencias de la Educación con especialidad en Educación Parvularia
- Licenciatura en Ciencias de la Educación con especialidad en Educación Parvularia Bilingüe
- Licenciatura en Diseño de Modas
- Licenciatura en Diseño de Muebles
- Licenciatura en Diseño Gráfico Editorial
- Licenciatura en Diseño Gráfico Publicitario
- Licenciatura en Diseño Gráfico Web Multimedia
- Licenciatura en Animación Digital y Videojuegos
- Licenciatura en Comunicación Corporativa
- Arquitectura con Enfoque Digital

### Ingenierías
- Ingeniería Industrial
- Ingeniería en Telecomunicaciones
- Ingeniería en Control Eléctrico
- Ingeniería en Ciencias de la Computación
- Ingeniería en Gestión de Base de Datos
- Ingeniería en Desarrollo de Software
- Ingeniería en Diseño y Desarrollo de Videojuegos

### Técnicos
- Técnico en Guía Turístico
- Técnico en Administración de Restaurantes
- Técnico en Publicidad
- Técnico en Ventas
- Técnico en Sistemas de Computación
- Técnico en Mantenimiento y Reparación de Computadoras
- Técnico en Telecomunicaciones
- Técnico en Decoración
- Técnico en Imagen Profesional
- Técnico en Diseño Gráfico Editorial
- Técnico en Diseño Gráfico Publicitario
- Técnico en Diseño Gráfico Web
- Técnico en Animación Digital y Videojuegos
- Técnico en Arquitectura Digital

### Modalidad 100% en línea
- Ingeniería en Ciencias de la Computación
- Licenciatura en Administración de Empresas
- Licenciatura en Mercadotecnia y Publicidad
- Licenciatura en Sistemas de Computación Administrativa
- Técnico en Administración de Restaurantes

### Profesorados
- Educación Parvularia
- Educación Media especializado en Ciencias Sociales
- Educación Parvularia con diplomado bilingüe para la enseñanza del idioma inglés
- Educación Media especializado en la enseñanza del Idioma inglés

### Programas de Postgrado
| - Administración Financiera - Administración de Negocios con especialidad en Comercio Electrónico - Gestión Estratégica de Marketing - Logística - Informática aplicada a Redes - Auditoría - Entornos Virtuales de Aprendizaje | - Gestión Pública y Ciencias Empresariales |

### Programas Especiales
- Programa de Jóvenes Talentos en TIC (Comenzó en abril de 2013)